# Bahloo
Dans la mythologie aborigène, Bahloo est la divinité de la lune. Il participe à la création de l'humanité, en particulier des femmes et de leur grossesse.

## Mythe
Bahloo est le fils ou une création de Yhi, ainsi que son partenaire. Dans certains récits, il n'est pas créé par Yhi et refuse ses avances, ce qui le pousse à fuir la lumière du jour. Il est en effet le dieu de la Lune. Ensemble, Yhi et Bahloo créent tous les animaux sur Terre, y compris les humains.
Il est accompagné de trois serpents à la morsure mortelle pour l'humain : une vipère péliade, un serpent-tigre et un pseudechis.
Bahloo est à l'origine de la fécondation des femmes. Comme ses serpents qui muent, symbole d'immortalité, il permet l'immortalité par la grossesse. Il est cependant déconseillé aux femmes de regarder directement la lune, sous peine que Bahloo envoie deux jumeaux.

## Culte
Cette divinité aborigène était en particulier vénérée chez les Euahlayi, une tribu de chasseurs de l'ouest australien. Dans le mythe des Euahlayi, la tribu refuse de faire confiance à Bahloo, qui leur demande de s'occuper de ses trois serpents mortels. Vexé, Bahloo refuse de leur accorder l'immortalité et les condamne à vivre dans un monde où les serpents venimeux pullulent.